# Horminum
Horminum és un gènere d'angiospermes que pertany a la família de les lamiàcies.

## Descripció
Són plantes perennes que crèixen fins a 45 centímetres d'alt. Les fulles es produeixen en rosetes, de 3 a 7 centímetres de llarg i de 2 a 5 centímetres d'ample. Són ovades, de color verd fosc brillant, encoixinades i amb un marge de dents sense embuts. Les flors es produeixen en espirals, en la part superior de les tiges. Presenten una coloració porpra fosc, amb una morfologia tubular o campanolada. Fan d'1,5 a 2 centímetres de llarg. La seua corol·la està formada per dos llavis.

## Distribució
Es tracta d'un gènere natiu dels vessants rocoses i praderies dels Pirineus i dels Alps d'Europa occidental.

## Taxonomia
| - Horminum caulescens - Horminum clinopodiifolium - Horminum coccineum - Horminum coloratum - Horminum disermas - Horminum foliosum - Horminum frutescens - Horminum lyratum - Horminum napifolium | - Horminum niloticum - Horminum parviflorum - Horminum pyrenaicum - Horminum sativum - Horminum suaveolens - Horminum sylvestre - Horminum verbenaceum - Horminum verticillatum - Horminum virginicum - Horminum viride |